# Trichotrimicra majuscula
Trichotrimicra majuscula là một loài ruồi trong họ Limoniidae. Chúng phân bố ở vùng nhiệt đới châu Phi.